# Amer Osmanagić
Amer Osmanagić (* 5. März 1989 in Janja, SFR Jugoslawien) ist ein bosnischer Fußballspieler und steht derzeit beim FK Kačer unter Vertrag.

## Karriere

### Vereine
Am Anfang spielte er für den Jugendverein von FK Sloboda Tuzla, bis er 2001 nach Serbien wechselte, um für den Jugendverein des FK Partizan Belgrad zu spielen. 2006 unterzeichnete er einen Vierjahresvertrag beim FK Partizan. Zunächst wurde er für die Spielzeit 2007/2008 an FK Teleoptik verliehen. 2008 wechselte er zum OFK Belgrad.
2009 wurde er nach Velež Mostar verliehen. 2010 wechselte er auf Leihbasis zum polnischen Klub Zagłębie Lubin. 2012 wechselte er zum norwegischen Klub FK Haugesund; dort konnte er sich allerdings nicht durchsetzen, so dass er 2013 in seine Heimat zurückkehrte und einen Vertrag beim FK Sarajevo unterschrieb. 2014 wechselte er zu NK Čelik Zenica. 2015 wechselte er zum FK Olimpic Sarajevo. Mit Olimpic Sarajevo gewann er den Bosnisch-herzegowinischen Pokal. Im selben Jahr verließ er Olimpic Sarajevo und wechselte wieder nach Serbien und unterschrieb am 25. August 2015 einen Vertrag beim FK Novi Pazar. Nach nur einer Saison verließ er Novi Pazar und wechselte zum serbischen Zweitligisten FK Zemun. Nach nur einer Saison bei Zemun kehrte er nach Bosnien & Herzegowina zurück und unterschrieb bei Sloboda Tuzla einen Vertrag. Nach nur einer Saison wechselte er innerhalb Bosniens zu Zvijezda. Nachdem er Zvijezda verlassen hatte, wechselte er nach Griechenland, wo er für Kalamata und Triglia spielte. Danach kehrte er nach Serbien zurück, wo er einen Vertrag beim OFK Vršac unterschrieb. Dort bestritt er allerdings kein einziges Spiel. Derzeit spielt er beim serbischen Amateurverein FK Kačer Belanovica.

### Nationalmannschaft
Für die Bosnisch-herzegowinische U-17-Fußballnationalmannschaft bestritt er zwei Spiele. Am 11. August 2008 bestritt er sein erstes Spiel für die Bosnisch-herzegowinische U-21-Fußballnationalmannschaft gegen Slowenien, welches sie mit 1:0 verloren.

## Titel
2× Bosnisch-herzegowinischer Pokal (2013/14. 2014/15)